# XXXI wiek p.n.e.

V tysiąclecie p.n.e. IV tysiąclecie p.n.e. 
XXXII wiek p.n.e. XXXI wiek p.n.e. XXX wiek p.n.e. XXIX wiek p.n.e. XXVIII wiek p.n.e. XXVII wiek p.n.e. XXVI wiek p.n.e.

## Urodzili się
- ok. 3050 r. p.n.e. – Menes, pierwszy władca zjednoczonego Egiptu

## Wydarzenia na kontynentach
Wydarzenia w Europie
- Cywilizacja minojska na Krecie
- ok. 3100 r. p.n.e. – pierwszy etap konstrukcji Stonehenge'u, w Anglii

Wydarzenia w Azji
- chińskie ideogramy
- Drenaż i system kanalizacyjny w Indiach
- zapory wodne, kanały i rzeźby w Sumerze są tworzone za pomocą dźwigni i równi pochyłej
- Na terenie Gazy osiedla się ludność przybyła z Egiptu

Wydarzenia w Afryce
- powstanie pierwszych mastab w Starożytnym Egipcie
- 3000 r. p.n.e. – Menes zjednoczył Górny Egipt i Dolny Egipt i wzniósł stolicę w Memfis

Wydarzenia w Ameryce
Wydarzenia w Australii

## Wydarzenia na świecie
- Miedź używana była do wyrobu broni i narzędzi